# Lymantria nesiobia
Lymantria nesiobia este o specie de molii din genul Lymantria, familia Lymantriidae, descrisă de Felix Bryk 1942 Conform Catalogue of Life specia Lymantria nesiobia nu are subspecii cunoscute.